# Michael Somare
Sir Michael Thomas Somare (født 9. april 1936, død 26. februar 2021) var Papua Ny Guineas premierminister fra 2002 til 2011. I juni 2011 var han indlagt i Singapore og trådte tilbage som premierminister. I januar 2012 forsøgte han at blive genindsat i embedet.
Han var tidligere premierminister i 1975-80 og 1982-85.